# Copa Máster de Supercopa 1998
La Copa Máster de Supercopa 1998 se proyectó como la tercera edición del torneo organizado por la Confederación Sudamericana de Fútbol para los campeones de campeones de América. En principio iba a ser disputada entre el 28 mayo y el 7 de junio de 1998 en Avellaneda, bajo el formato de eliminación directa. Pero tras la dificultad de llegar a un acuerdo con los patrocinadores, terminaron postergándola para después del Mundial. finalmente se resolvió cancelar el torneo y crear una nueva copa; la Copa Mercosur.

## Formato y equipos participantes
Si bien el formato nunca llegó a confirmarse oficialmente, la idea original era que se dispute por eliminación directa a partido único en una sede, en caso de igualdad iba recurrirse a definición por penales.
Los ocho equipos clasificados eran: 
| País                      | Equipo                                                             | Competición ganada |
| ------------------------- | ------------------------------------------------------------------ | --- |
| Argentina 5 participantes | Racing Club Boca Juniors Independiente Vélez Sarsfield River Plate | Campeón de la Supercopa Sudamericana 1988 Campeón de la Supercopa Sudamericana 1989 Campeón de las Supercopa Sudamericana 1994 y 1995 Campeón de la Supercopa Sudamericana 1996 Campeón de la Supercopa Sudamericana 1997 |
| Brasil 2 participantes    | Cruzeiro São Paulo                                                 | Campeón de la Supercopa Sudamericana 1991 y 1992 Campeón de la Supercopa Sudamericana 1993 |
| Paraguay 1 participante   | Olimpia                                                            | Campeón de la Supercopa Sudamericana 1990 |